# Oprah's Book Club (émission de télévision)
Ne doit pas être confondu avec Oprah's Book Club (émission).
Oprah's Book Club ou Le club de lecture d'Oprah au Québec est un talk-show télévisé adapté de l'émission éponyme pour Apple TV+ et animé par Oprah Winfrey.

## Distribution

### Principale
- Oprah Winfrey : créatrice, animatrice, productrice
- Tara Montgomery : productrice

### Invités
- Ta-Nehisi Coates
- Elizabeth Strout
- Jeanine Cummins
- Robert Kolker
- James McBride
- Isabel Wilkerson
- Marilynne Robinson
- Nathan Harris
- Honorée Fanonne Jeffers

## Production
Le 15 juin 2018, Apple a annoncé un partenariat pluriannuel avec Oprah Winfrey, affirmant qu'elle travaillerait sur des projets à venir dans le cadre d'une gamme de contenus originaux pour la marque,.
Le 25 mars 2019, au cours de événement annonçant le service Apple TV+, Oprah Winfrey est apparue sur scène annonçant qu'elle produirait deux séries documentaires, ainsi que le lancement d'un « club de lecture » en partenariat avec le nouveau service,.
Le 23 septembre 2019 dans un communiqué de presse, Apple a annoncé que la série s'intitulerait Oprah's Book Club, que le programme serait diffusée exclusivement sur Apple TV+ et serait que son lancement serai simultané avec celui du service de streaming, soit le 1er novembre 2019.
Cependant, le tournage de la série, et les rencontres entre les auteurs et Oprah furent mis en pause le 13 mars 2020, à la suite de la pandémie de Covid-19, ainsi, seuls trois épisodes sont actuellement disponibles, dont un en deux parties, soit 4 épisodes au total.
La série a finalement repris mais par visio, pour des raisons de sécurité, le 12 juin 2020, avec la sortie de l'épisode 5, plus de trois mois après la publication de l'épisode 4.
En février 2022, il est annoncé officiellement qu'« Oprah n'organisera plus d'événements de streaming virtuel en direct avec les auteurs à l'avenir » pour Apple.

## Épisodes
La date de sortie indiquée, est celle d'origine (États-Unis), cependant, les épisodes d'avril à juillet 2021 sont sortis une semaine plus tard en France (temps de traduction).

### 2019 - 20
| # | Titre français                              | Œuvre                                  | Date de sortie de l'épisode | Invité (e)       | Durée      |
| - | ------------------------------------------- | -------------------------------------- | --------------------------- | ---------------- | ---------- |
| 1 | " The Water Dancer ", de Ta-Nehisi Coates   | The Water Dancer                       | 1er novembre 2019           | Ta-Nehisi Coates | 58 minutes |
| 2 | Elizabeth Strout : Olive, Again             | Olive, Again                           | 17 janvier 2020             | Elizabeth Strout | 43 minutes |
| 3 | Jeanine Cummins : American Dirt, 1re partie | American Dirt                          | 6 mars 2020                 | Jeanine Cummins  | 66 minutes |
| 4 | Jeanine Cummins : American Dirt, 2e partie  | American Dirt                          | 6 mars 2020                 | Jeanine Cummins  | 40 minutes |
| 5 | Robert Kolker : Hidden Valley Road          | Hidden Valley Road                     | 12 juin 2020                | Robert Kolker    | 52 minutes |
| 6 | James McBride : Deacon King Kong            | Deacon King Kong                       | 31 juillet 2020             | James McBride    | 19 minutes |
| 7 | Isabel Wilkerson : Caste                    | Caste : The Origins of Our Discontents | 2 octobre 2020              | Isabel Wilkerson | 36 minutes |

### 2021
| #  | Titre français                                             | Œuvre                            | Date de sortie de l'épisode | Invité (e)              | Durée      |
| -- | ---------------------------------------------------------- | -------------------------------- | --------------------------- | ----------------------- | ---------- |
| 8  | Marilynne Robinson : Gilead                                | Gilead                           | 23 avril 2021               | Marilynne Robinson      | 12 minutes |
| 9  | Marilynne Robinson : Chez nous                             | Chez nous                        | 30 avril 2021               | Marilynne Robinson      | 8 minutes  |
| 10 | Marilynne Robinson : Lila                                  | Lila                             | 7 mai 2021                  | Marilynne Robinson      | 11 minutes |
| 11 | Marilynne Robinson : Jack                                  | Jack                             | 14 mai 2021                 | Marilynne Robinson      | 15 minutes |
| 12 | Nathan Harris : The Sweetness of Water                     | The Sweetness of Water           | 23 juillet 2021             | Nathan Harris           | 29 minutes |
| 13 | Honorée Fanonne Jeffers : The Love Songs of W.E.B. Du Bois | The Love Songs of W.E.B. Du Bois | 24 septembre 2021           | Honorée Fanonne Jeffers | 27 minutes |
| 14 | Richard Powers : Sidérations                               | Sidérations                      | 22 octobre 2021             | Richard Powers          | 29 minutes |